# Institut Albert-le-Grand
 (octobre 2016).
L'institut Albert le Grand est un cursus international en Humanités et en sciences politiques proposé par l'Ircom (École supérieure des Humanités et du Management), fondé par l'abbé Hyacinthe Houard, en 1993.
Il prépare à une double Licence de Lettres et de Sciences Politiques en partenariat avec l'université d'Angers.
Cet institut portait le nom de Saint Albert le Grand, docteur de l'Église et maître de Saint Thomas d'Aquin. Il s'agit d'un établissement à identité catholique.
L'institut n'existe plus en tant que tel et fait désormais partie de l'entité Ircom comme Licence Humanités, parcours Science politique.

## Fondateur
L'institut Albert-le-Grand est fondé par Hyacinthe Houard en 1993 avec la contribution de François Boulêtreau qui en devient le directeur jusqu'en 1999.

### Abus sexuels
En 2017, Hyacinthe Houard, mort en 2012, est accusé d'abus sexuels sur de jeunes enfants,,. À l'époque, le diocèse d’Angers se limite à dénoncer les « comportements inappropriés » de l’abbé sur deux mineures (de moins de 10 ans) avant de publier un communiqué plus nuancé.
En 2024, un collectif de victimes demande que l’Église aille jusqu’au bout de l’enquête sur le passé de ce potentiel abuseur en série. Une enquête de La Croix révèle des violences sexuelles commises entre les années 1960 et le début des années 2000 sur des enfants âgés de 5 à 13 ans.